# Andrei Tíkhonov
Andrei Tíkhonov (rus: Андрей Николаевич Тихонов)  (Gagarin, 17 d'octubre de 1906 (Julià) - Moscou, 7 de novembre de 1993), a vegades transliterat com Tychonoff, va ser un matemàtic soviètic.
Tikhonov era fill d'un comerciant que el 1910 es va traslladar amb la família a Moscou; en esclatar la revolució russa i la guerra civil es van traslladar a Lebedin (avui Ucraïna), però el 1919 van retornar a Moscou, on Tikhonov va començar a treballar a les oficines del ferrocarril Aleksandrovskaia. Estudiant nocturn, el 1922 va obtenir l'ingrés a la universitat Estatal de Moscou, en la qual es va graduar el 1927. El 1936 va obtenir el doctorat i va ser nomenat professor de la universitat de Moscou. A més de les seves tasques docents, va treballar per a diferents instituts de recerca soviètics, especialment per a l'Institut Kéldix de Matemàtiques Aplicades, que va dirigir entre els anys 1978 i 1989.
Inicialment, les seves recerques van ser en el camp de la topologia, camp en el que va obtenir resultats notables, però posteriorment es va decantar cap a la matemàtica aplicada, arribant a ser un dels fundadors de la facultat de cibernètica i computació de la universitat de Moscou. En aquest darrer camp les seves recerques van ser polifacètiques: anàlisi funcional, modelització científica, informàtica, geofísica, mètodes asímptotics, problemes mal plantejats...